# Saint-Hippolyte (Doubs)
Saint-Hippolyte /sɛ̃tipɔˈlit/ è un comune francese di 931 abitanti situato nel dipartimento del Doubs nella regione della Borgogna-Franca Contea.
Qua nacque il pittore Guillaume Courtois. 

## Società

### Evoluzione demografica
Abitanti censiti